# Iridomyrmex
Iridomyrmex är ett släkte av myror. Iridomyrmex ingår i familjen myror.

## Bildgalleri

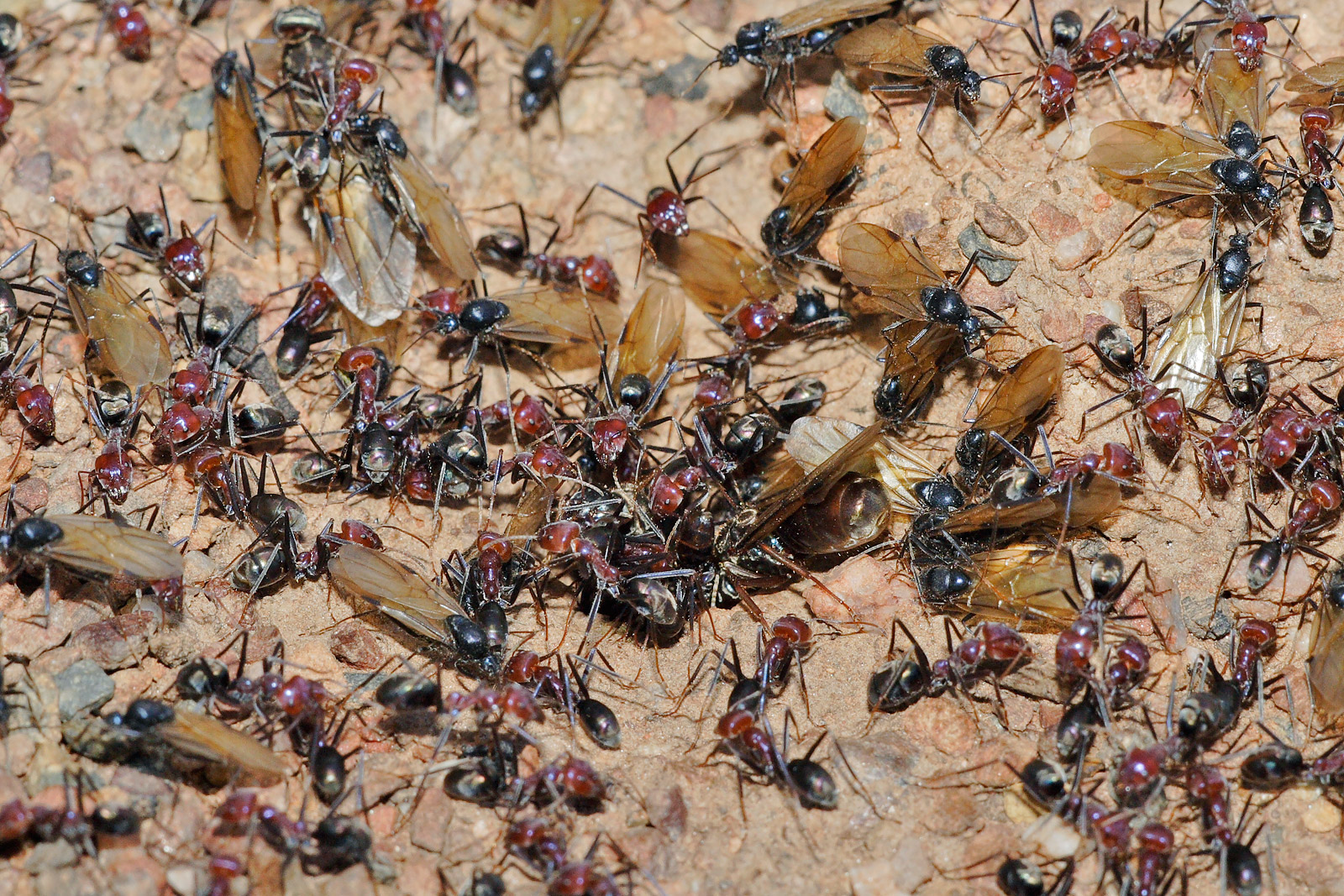
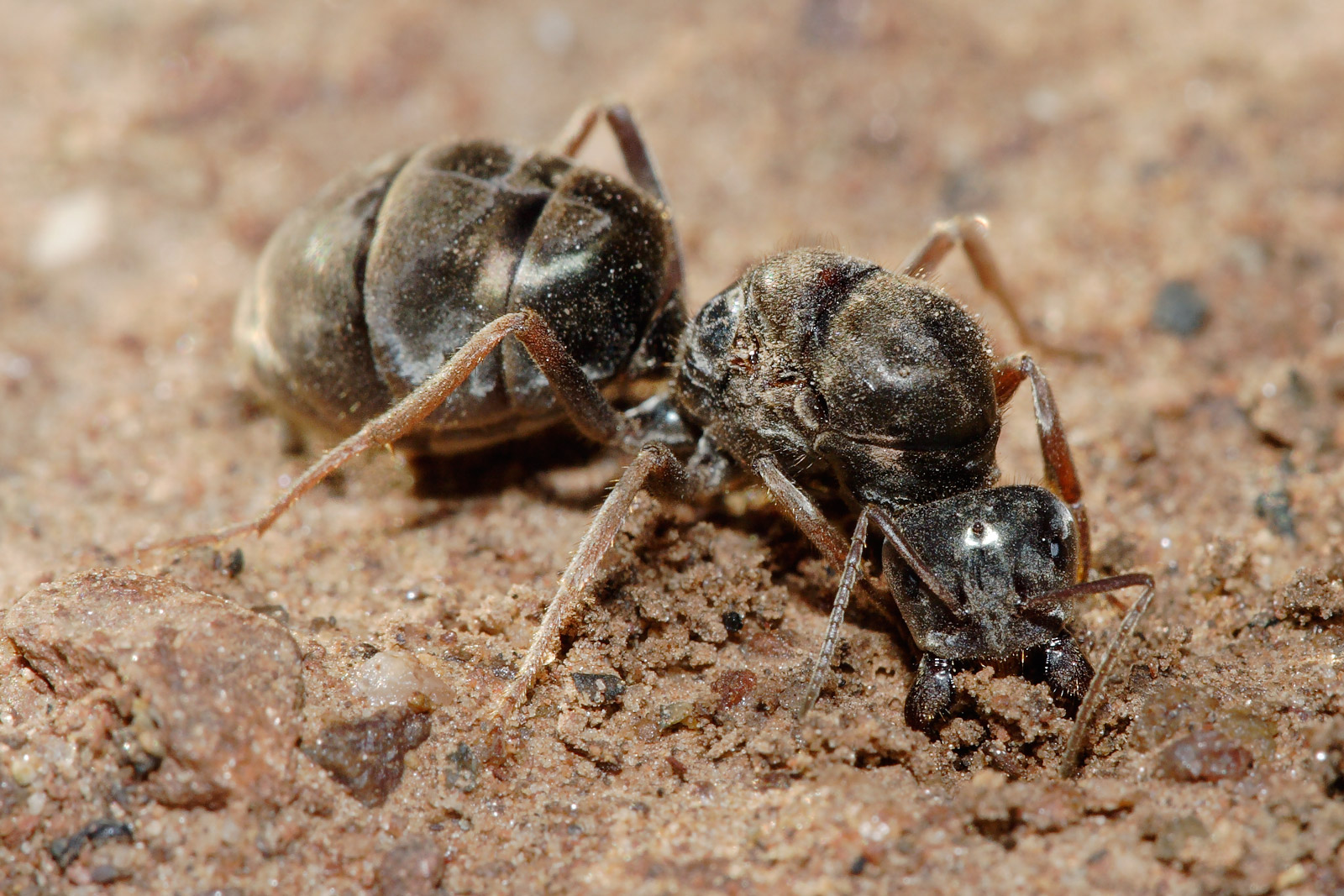

## Dottertaxa tillIridomyrmex, i alfabetisk ordning[1]
- Iridomyrmex agilis
- Iridomyrmex albitarsus
- Iridomyrmex anceps
- Iridomyrmex anderseni
- Iridomyrmex angusticeps
- Iridomyrmex anteroinclinus
- Iridomyrmex argutus
- Iridomyrmex bicknelli
- Iridomyrmex bigi
- Iridomyrmex breviantennis
- Iridomyrmex butteli
- Iridomyrmex calvus
- Iridomyrmex cappoinclinus
- Iridomyrmex cephaloinclinus
- Iridomyrmex chasei
- Iridomyrmex conifer
- Iridomyrmex cyaneus
- Iridomyrmex discors
- Iridomyrmex dromus
- Iridomyrmex emeryi
- Iridomyrmex exsanguis
- Iridomyrmex extensus
- Iridomyrmex florissantius
- Iridomyrmex galbanus
- Iridomyrmex geinitzi
- Iridomyrmex gracilis
- Iridomyrmex greensladei
- Iridomyrmex hartmeyeri
- Iridomyrmex haueri
- Iridomyrmex hesperus
- Iridomyrmex innocens
- Iridomyrmex krakatauae
- Iridomyrmex latifrons
- Iridomyrmex lividus
- Iridomyrmex mapesi
- Iridomyrmex mattiroloi
- Iridomyrmex meinerti
- Iridomyrmex mimulus
- Iridomyrmex mjobergi
- Iridomyrmex notialis
- Iridomyrmex oblongiceps
- Iridomyrmex obscurans
- Iridomyrmex obscurus
- Iridomyrmex obsidianus
- Iridomyrmex occiduus
- Iridomyrmex prismatis
- Iridomyrmex purpureus
- Iridomyrmex reburrus
- Iridomyrmex rufoinclinus
- Iridomyrmex rufoniger
- Iridomyrmex sanguineus
- Iridomyrmex spadius
- Iridomyrmex spodipilus
- Iridomyrmex variscapus
- Iridomyrmex vicinus
- Iridomyrmex wingi
- Iridomyrmex viridiaeneus
- Iridomyrmex viridigaster